# Шаповал, Владимир Иванович (врач)
Владимир Иванович Шаповал (1924—2001) — советский и украинский врач, учёный-уролог, педагог и организатор здравоохранения, доктор медицинских наук, профессор. Заслуженный деятель науки Украинской ССР (1983).

## Биография
Родился 20 октября 1924 года в селе Трилесы.
С 1941 года в период Великой Отечественной войны, после окончания Смелянской фельдшерско-акушерской школы, В. И. Шаповал начал свою трудовую деятельность в должности сельского фельдшера села Разумовка, в качестве медицинского работника помогал раненым партизанам. С 1943 года призван в ряды Рабоче-Крестьянской Красной армии и направлен в действующую армию на фронт, участник Великая Отечественная война в составе Украинского штаба партизанского движения, во время боевых действий получил тяжёлое ранение.
С 1944 по 1949 годы проходил обучение в Черновицком медицинском институте. С 1951 по 1953 годы обучался в клинической ординатуре на кафедре урологии Украинского государственного института усовершенствования врачей, был учеником профессора Г. Я. Алапина. С 1953 года начал заниматься педагогической работой — работал ассистентом кафедры факультетской хирургии Харьковского медицинского института, в области научной деятельности занимался стадийностью органных форм уротуберкулёза и диагностикой и лечением заболеваний мочеполовой системы. В. И. Шаповал в 1954 году стал первым в СССР автором который издал публикацию на тему радионуклидного исследования почек.
С 1957 года был утверждён в учёном звании доцента по кафедре факультетской хирургии, с 1968 по 2001 годы был создателем и первым заведующим кафедры урологии и профессором кафедры урологии и андрологии Харьковского национального медицинского университета. В. И. Шаповал был автором более 170 научных работ и около девятнадцати изобретений. Под руководством и при непосредственном участии В. И. Шаповал было защищено около тридцати шести кандидатских и докторских диссертации.
В 1958 году В. И. Шаповал защитил кандидатскую диссертацию на соискание учёной степени кандидата медицинских наук по теме: «Патогенетическое обоснование разграничения показаний к консервативному и оперативному лечению туберкулеза почек», в 1965 году — доктора медицинских наук по теме: «Состояние парциальных функций почек при их хирургической патологии».
Помимо научно-педагогической работой занимался и общественной деятельностью: был членом Правлений Всеукраинского и Всесоюзного Союза урологов, председателем Харьковского научного общества урологов, соредактором урологического раздела Большой медицинской энциклопедии и членом редакционного совета журнала «Урология и нефрология».
В 1983 году Указом Президиума Верховного Совета УССР «за выдающиеся достижения в области здравоохранения» В. И. Шаповал был удостоен почётного звания — Заслуженный деятель науки Украинской ССР.
С 1967 года В. И. Шаповал был основателем первого в СССР урологического центра — Харьковского областного клинического Центра урологии и нефрологии и с 1967 по 2001 годы, в течение тридцати четырёх лет, вплоть до своей смерти являлся его бессменным руководителем.
Скончался 24 сентября 2001 года в Харькове.

## Награды
- Два Орден Отечественной войны II степени
- Медаль «За победу над Германией в Великой Отечественной войне 1941—1945 гг.»
- Заслуженный деятель науки Украинской ССР (1983[2])

## Память
- С 2003 года Харьковский областной клинический центр урологии и нефрологии носит имя В. И. Шаповала[6]
- В 2009 году в Харькове, на здании дома по улице Чайковского, 25 была установлена мемориальная доска урологу и хирургу Владимиру Ивановичу Шаповалу[5].
- В 2011 году в Харькове на здании Харьковского областного центра урологии и нефрологии имени В. И. Шаповала была открыта мемориальная доска выдающемуся врачу Владимиру Шаповалу[7].